# Françoise Proust
Françoise Proust, née en 1947 et décédée en 1998, est une philosophe française. Elle est agrégée de philosophie, docteur ès lettres, professeur en classes préparatoires à Paris, membre du Collège international de philosophie.

## Biographie
Elle est l'auteure de Kant, le ton de l'histoire (1991), La Doublure du temps (1993), L'Histoire à contretemps : le temps historique chez Walter Benjamin (1994), Point de passage (1994), et De la résistance (1997),. Elle est également l'auteure de traductions, ouvrages collectifs, et articles.
Selon Miguel Abensour, sa pensée est « une pensée contre, en conflit avec l'état de choses existant, une pensée de la non-réconciliation, un refus du compromis ou de la transaction, bref un refus de tout ce qui se donne comme règle ou droit pour mieux barrer la voie à la justice. »